# TMED4
TMED4‏ (Transmembrane p24 trafficking protein 4) هوَ بروتين يُشَفر بواسطة جين TMED4 في الإنسان.